# 이은호 (희극인)
이은호(1991년 3월 22일 ~ )은 대한민국의 희극 배우이다.

## 학력
- 한국예술고등학교

## 출연작

### 방송
- 개그투나잇 (SBS)
- 웃찾사 (SBS)
- 급식왕 & 급식걸즈 - 라바, 몽린이, 헤라몽